# ポンヌフ駅 (パリ)
ポン・ヌフ駅（仏 : Pont Neuf）は、フランスのパリ地下鉄7号線の駅である。1926年開業。ポンヌフの近くにあることから名付けられた。

## 名所
- ポンヌフ

## 隣の駅
パリメトロ
■7号線
パレ・ロワイヤル＝ミュゼ・デュ・ルーヴル駅(Palais Royal - Musée du Louvre) - ポンヌフ駅 - シャトレ駅(Châtelet)